# 高宮町 (名古屋市)
高宮町（たかみやちょう）は、愛知県名古屋市天白区の地名。丁番を持たない単独町名である。住居表示未実施。

## 地理
名古屋市天白区中央南部に位置する。東は土原一丁目・山郷町・一つ山、西は海老山町、南は西入町、北は島田四丁目に接する。

## 歴史

### 町名の由来
当地にあった島田神社が集落から見上げるような高い位置に鎮座していたことにより、高宮と通称されていたことに由来するという。

### 行政区画の変遷
- 1983年（昭和58年）8月7日 - 天白区天白町島田の一部により、同区高宮町として成立する[1]。
- 1984年（昭和59年）7月8日 - 天白町島田の一部を編入する[1]。

## 世帯数と人口
2019年（平成31年）1月1日現在の世帯数と人口は以下の通りである。
| 町丁   | 世帯数  | 人口  |
| ------ | ------- | ----- |
| 高宮町 | 296世帯 | 689人 |

### 人口の変遷
国勢調査による人口の推移
| 2000年（平成12年） | 628人 | [ WEB 6 ] |  |
| 2005年（平成17年） | 583人 | [ WEB 7 ] |  |
| 2010年（平成22年） | 624人 | [ WEB 8 ] |  |
| 2015年（平成27年） | 642人 | [ WEB 9 ] |  |

## 学区
市立小・中学校に通う場合、学校等は以下の通りとなる。また、公立高等学校に通う場合の学区は以下の通りとなる。なお、小学校は学校選択制度を導入しておらず、番毎で各学校に指定されている。
| 小学校                                    | 中学校               | 高等学校 |
| ----------------------------------------- | -------------------- | -------- |
| 名古屋市立天白小学校 名古屋市立山根小学校 | 名古屋市立天白中学校 | 尾張学区 |

## 施設
- 新生会第一病院

かつては名古屋女子大学が所在した。

## その他

### 日本郵便
- 郵便番号 : 468-0031[WEB 3]（集配局：天白郵便局[WEB 12]）。

### WEB
1. ↑  “愛知県名古屋市天白区の町丁・字一覧”.   人口統計ラボ. 2017年10月7日閲覧。
2. 1 2  “町・丁目(大字)別、年齢(10歳階級)別公簿人口(全市・区別)”.   名古屋市 (2019年1月23日). 2019年1月23日閲覧。
3. 1 2  “郵便番号”.  日本郵便. 2019年2月10日閲覧。
4. ↑  “市外局番の一覧”.   総務省. 2019年1月6日閲覧。
5. ↑  名古屋市役所市民経済局地域振興部住民課町名表示係 (2015年10月21日). “天白区の町名一覧”.   名古屋市. 2017年10月7日閲覧。
6. ↑  名古屋市役所総務局企画部統計課統計係 (2005年7月1日). “（刊行物）名古屋の町(大字)・丁目別人口 (平成12年国勢調査) 天白区” (xls). 2017年10月8日閲覧。
7. ↑  名古屋市役所総務局企画部統計課統計係 (2007年6月29日). “平成17年国勢調査　名古屋の町(大字)別・年齢別人口 天白区” (xls). 2017年10月8日閲覧。
8. ↑  名古屋市役所総務局企画部統計課統計係 (2012年6月29日). “平成22年国勢調査　名古屋の町(大字)別・年齢別人口 天白区” (xls). 2017年10月8日閲覧。
9. ↑  名古屋市役所総務局企画部統計課統計係 (2017年7月7日). “平成27年国勢調査　名古屋の町(大字)別・年齢別人口” (xls). 2017年10月8日閲覧。
10. ↑  “市立小・中学校の通学区域一覧”.   名古屋市 (2018年11月10日). 2019年1月14日閲覧。
11. ↑  “平成29年度以降の愛知県公立高等学校（全日制課程）入学者選抜における通学区域並びに群及びグループ分け案について”.   愛知県教育委員会 (2015年2月16日). 2019年1月14日閲覧。
12. ↑  郵便番号簿 平成29年度版 - 日本郵便. 2019年02月10日閲覧 (PDF)

### 文献
1. 1 2 3  名古屋市計画局 1992, p. 873.
2. 1 2  「角川日本地名大辞典」編纂委員会 1989, p. 1474.
3. ↑  名古屋市計画局 1992, p. 689.